# Glypta bradleyi
Glypta bradleyi är en stekelart som beskrevs av Dasch 1988. Glypta bradleyi ingår i släktet Glypta och familjen brokparasitsteklar. Inga underarter finns listade i Catalogue of Life.